# Rozea fulva
Rozea fulva är en bladmossart som beskrevs av C. Müller och Fleischer 1920. Rozea fulva ingår i släktet Rozea och familjen Entodontaceae. Inga underarter finns listade i Catalogue of Life.